# Fluorescent (Steve Wynn)
Fluorescent è il terzo album in studio di Steve Wynn. È stato registrato ai Mad Dog Studios, di Venice, California nell'autunno 1993.

## Il disco
Quest'opera si discosta parecchio rispetto ai lavori precedenti essendo un album essenzialmente folk fortemente influenzato da artisti come Bob Dylan e Woody Guthrie la cui influenza si sente in particolar modo nella bellissima That's Why I Wear Black, ma anche in Never Ending Rain e Look Both Ways.
L'influenza di Lou Reed si sente nelle iniziali Follow Me  e Carelessly, mentre nella ballata Carry A Torch  si sente il supporto vocale della studio manager Connie Hill, mentre in Layer By Layer  la collaborazione è con Victoria Williams.
Di Fluorescent esiste anche una ristampa del 2002 della Down There/Innerstate che contiene otto bonus tracks.

## Tracce
1. Follow Me – 2:53
2. Collision Course – 4:06
3. Carelessly – 2:48
4. Carry A Torch – 5:25
5. Open The Door – 3:23
6. Older – 4:50
7. Layer By Layer – 3:19
8. That's Why I Wear Black – 3:28
9. Wedding Bells – 3:08
10. The Sun Rises In The West – 3:53
11. Look Both Ways – 2:18
12. Never Ending Rain – 4:33
13. Animation (bonus track) – 2:34
14. Gospel #1 (bonus track) – 4:49
15. Counting the Days (bonus track) – 3:04
16. Closer (bonus track) – 4:16
17. The Subject Was Roses (bonus track) – 2:24
18. Dead Roses (bonus track) – 3:19
19. Gospel #2 (bonus track) – 3:25
20. Our Little House (bonus track) – 3:09